# Andreas Findig
Andreas Findig (n. 4 august 1961, Linz, Austria – d. 7 mai 2018) a fost un scriitor austriac. Acesta a câștigat premiul Deutscher Science Fiction pentru povestirea sa Gödel geht.
A decedat la 7 mai 2018, la vârsta de 56 de ani.
Între aprilie 2000 și noiembrie 2001 Andreas Findig a scris patru romane despre Perry Rhodan ca autor invitat:
- 2016: Die Einsamen der Zeit (2000)
- 2033: Tod im Türkisozean (2000)
- 2055: 13 gegen Arkon (2001)
- 2101: Der Konquestor (2001)